# Applause (bài hát)
"Applause" (tạm dịch là Hoan hô) là một bài hát của ca sĩ - nhạc sĩ thu âm người Mỹ Lady Gaga, trích từ album phòng thu thứ ba "Artpop" (2013). Bài hát được sáng tác và sản xuất bởi Lady Gaga và DJ White Shadow, nó được phát hành vào ngày 12 tháng 8 năm 2013 bởi Interscope Records như là đĩa đơn mở đường cho album. Ban đầu bài hát được dự định phát hành thông qua đài phát thanh và sẽ phát sóng chính thức vào ngày 19 tháng 8 năm 2013, tuy nhiên sau đó nó lại được phát hành sớm hơn 1 tuần vì hai đoạn của bài hát bị rò rỉ trên mạng vào ngày 10 tháng 8. Thông tin chi tiết của bài hát đã được tiết lộ trong năm 2013 khi Gaga đã tweet lời bài hát của mình vào đầu năm 2013 trên Twitter. Bài hát là sự kết hợp giữa electropop và Eurodance, gợi nhiều liên tưởng đến chất nhạc trong album phòng thu đầu tiên của Gaga The Fame (2009). Lời bài hát xoay quanh "việc tôn thờ người hâm mộ và cô ấy sống trong tiếng vỗ tay của họ". Giọng hát của Gaga được các nhà phê bình âm nhạc so sánh với Annie Lennox của nhóm nhạc Eurythmics và David Bowie. Bài hát nhận được nhiều đánh giá tích cực. "Applause" xếp hạng 6 trên Billboard Hot 100 ngay trong tuần đầu tiên và nó trở thành bài hát thứ 12 của Gaga nằm trong top 10 của bảng xếp hạng này; trong khi đó bài hát đã leo lên vị trí quán quân ở Tây Ban Nha và nằm trong top 10 của hơn mười quốc gia khác.

## Ghi âm & sáng tác
"Applause" được sáng tác và sản xuất bởi Lady Gaga và DJ White Shadow trong khi Gaga đang thực hiện chuyến lưu diễn thứ ba của cô, Born This Way Ball trong năm 2012. Nó được người hâm mộ suy đoán rằng nó sẽ là một bài hát nằm trong "Artpop" khi mà Gaga đã tweet lời bài hát cùng dòng chữ "The Applause" lên trang cá nhân của mình. Vào tháng 7 năm 2013, Lady Gaga thông báo rằng sẽ phát hành "Applause" vào ngày 19 tháng 8 năm 2013 nhưng sau đó bài hát lại được phát hành sớm hơn vào ngày 12 tháng 8 năm 2013 vì sự cố rò rỉ bài hát trực tuyến trên mạng. Bài hát có nhịp độ là 140 nhịp mỗi phút. Bài hát là sự pha trộn giữa electropop và Eurodance; ngoài ra giọng hát của Gaga được nhận xét có nét tương đồng với Annie Lennox và David Bowie. Bài hát được đánh giá như là sự trở lại của Gaga với thể loại nhạc pop và đã làm sống lại thời đại The Fame; bài hát là một sự hòa âm ngắt quãng (abrasive staccato synths) và lời bài hát được gọi là "nụ hôn cho các nhà phê bình" ("a kiss-off to critics")

## Phát hành & quảng bá
Lady Gaga lần đầu tiên tweet lời bài hát từ phần điệp khúc của bài hát vào tháng 1 năm 2013. Vào tháng 7 năm 2013, một bức ảnh được công bố trên trang mạng xã hội của Gaga gửi đến các Little Monster hình ảnh của một tấm vải với dòng chữ "Applause" và trên đó ghi "8-19-13", với mục đích ám chỉ tên và ngày phát hành của đĩa đơn. Sau đó, Gaga đăng lên hình ảnh của một bản vẽ mà cô đã sáng tác, cô ấy nói rằng chính cô đã vẽ bức vẽ ấy và mọi ý tưởng thực hiện Artpop đều được cô ghi lại trong một chiếc máy tính xách tay, và hầu như lúc nào cô cũng mang nó theo bên mình. Vào ngày 28 tháng 7, cô thông báo rằng trên iTunes sẽ phục vụ các đơn đặt hàng mua album cùng ngày với ngày ra mắt đĩa đơn mới, và đĩa đơn đó sẽ mang tên "Applause", đúng như nhiều suy đoán của người hâm mộ trước đó.
Vào ngàt 28 tháng 7, Gaga tiết lộ bìa đĩa đơn chính thức cho "Applause" trên trang web của Women's Wear Daily. Một bức ảnh quảng bá khác cho "Applause" được cho ra mắt công chúng vào ngày 26 tháng 7 với hình ảnh Gaga khỏa thân hoàn toàn, cô ngồi lên một chiếc ghế làm bằng vi mạch điện tử, đeo một cặp kính mắt và để lộ ra ở đùi trái hình xăm kì lân của mình. Ngày 10 tháng 8, hai đoạn nhỏ của bài hát bị rò rỉ trực tuyến. Đến ngày 12 tháng 8, trước sự cố rò rỉ này, Gaga đã quyết định đẩy việc phát hành lên trước một tuần và tiến hành phát sóng bài hát trên các đài phát thanh khắp nước Mỹ. Đĩa đơn đã được chính thức bán ở nhiều nước ngay trước nửa đêm (EST) trên iTunes Store, cùng với rất nhiều đơn đặt hàng trước album phòng thu thứ ba của Gaga: "ARTPOP". Theo kết quả của "The Official Charts Company", đĩa đơn đã được tiêu thụ hơn 10.000 bản chỉ trong vòng một vài giờ. Sau đó, Lady Gaga đã tiết lộ đoạn video quảng bá cho album mới vô cùng ấn tượng và có phần hơi đáng sợ. Gaga xuất hiện bán nude, mang một chiếc mặt nạ trong suốt ở đoạn video có tên là "Lady Gaga đã hết thời". Một loạt những lời xì xầm, bàn tán của dư luận và báo chí xuất hiện vây quanh, những ánh đèn flash chĩa thẳng vào Gaga khiến cô trở nên giận dữ, xé toang lớp mặt nạ và như hét lên trước ống kính. Những lời chỉ trích trong đoạn video là: "Lady Gaga đã không còn thích hợp nữa" ("Lady Gaga is no longer relevant"), "Kể từ Born This Way, cô ấy đã thất bại rồi" ("Ever since Born This Way, she's a flop"), "Đừng mua đĩa đơn Applause của cô ấy trên iTunes" (Do not buy Lady Gaga's new single 'Applause"), "Đừng vỗ tay cho cô ấy" ("Give her no A-P-P-L-A-U-S-E"), "Đừng bao giờ nhảy theo ca khúc đó" ("Don't dance to the song at all"), "Đừng mua ARTPOP vào ngày 11/11" ("Do not buy ARTPOP on November 11") và "Nếu bạn không thích nhạc pop, hãy tắt nó đi" ("If you do not like pop music, turn this off"). Tuy nhiên phản ứng của người hâm mộ lại hoàn toàn trái ngược, họ cho rằng đây một đoạn quảng cáo vô cùng ấn tượng và hiệu quả bởi nó đã gây ra cho họ được sự tò mò và phấn khích.
Trong ngày ra mắt đĩa đơn, Gaga xuất hiện trước công chúng với khuôn mặt vẽ mực xanh đỏ theo kiểu của các chú hề, và nhiều người xem đây là cách tái hiện lại hình ảnh bìa đĩa đơn "Applause". "The Huffington Post" đã so sánh phong cách này của Gaga với phong cách của nghệ sĩ nhạc rock Marilyn Manson, họ nói: "Với mái tóc đen được chải chuốt, một khuôn mặt đầy bột trắng và sự kết hợp giữa áo khoác và áo sơ mi đen, Gaga rất có thể sẽ bị nhầm lẫn với Manson nếu cô ấy không đi đôi guốc đen cao". Phong cách trang điểm này của Gaga được thực hiện bởi Tara Savelo, và nó đã được đưa vào trong video âm nhạc của bài hát, trở thành một trong những cảnh quay yêu thích nhất của Gaga trong video; hơn nữa cô đã chọn nó trở thành bìa đĩa đơn chính thức cho "Applause". Trong một cuộc phỏng vấn với Ryan Seacrest, Gaga tiết lộ trong quá trình lựa chọn đĩa đơn mở đầu cho Artpop, cô đã cho Jimmy Iovine, giám đốc Interscope Records, nghe rất nhiều bài hát. Trong tổng số 40 bài hát mà cô phát cho Iovine nghe thì ông đã chọn "Applause", là bài hát cuối cùng được phát; ông ấy nói: "Mỗi đĩa nhạc mà cô phát sau thì nó lại càng hay hơn những đĩa nhạc đứng trước nó, vì vậy bài hát cuối cùng nên được chọn làm đĩa đơn đầu tiên". Gaga còn chia sẻ thêm rằng lúc đầu bài hát gần như bị loại bỏ ra khỏi kế hoạch phát hành album Artpop.

## Đánh giá chuyên môn
"Applause" nhận được nhiều đánh giá tích cực từ các nhà phê bình âm nhạc. Chris Richards đến từ The Washington Post đã miêu tả bài hát như "một viên đường electro-pop mà Gaga đã tìm kiếm ở đâu đó trong chất giọng của Annie Lennox và David Bowie". Anh ấy viết: "Thật tốt. Thậm chí tốt hơn có thể vỗ tay thật nhẹ. Bởi vì trong khi rất nhiều (quá nhiều!) các ca khúc của Gaga đã được sáng tác ra để thúc đẩy lòng tự trọng của một đứa con chiên thì bài hát này đã công khai rằng cô cần những thứ mà tất cả siêu sao khác cần để tồn tại". Erin Coulehan của tờ Rolling Stone đã viết về đánh giá của mình: "Được xây dựng trên các bộ synth thay đổi liên tục, "Applause" đã đưa người hâm mộ trở về với "The Fame" và Gaga đã hát về việc cô đã tồn tại thế nào trên sự yêu mến của những người hâm mộ. Ở đây có rất ít bằng chứng về kỷ nguyên Rock thập niên 80 được Gaga dùng để phát triển cho album năm 2011 của cô "Born This Way". "Applause" là những gì cần có của một bài hát nhạc disco và một bài hát có thông điệp đơn giản".
Nick Catucci của tờ Entertainment Weekly đẫ có những nhận xét tích cực cho bài hát, anh ấy nói: "Trong bài hát mới của Gaga, những âm thanh như một thứ mà bạn nghe trong sự tiếp cận rất dễ dàng với những thứ tình dục trong ngục tối ở Berlin, cô ấy là một ngôi sao và những gì cô ấy cần là tiếng vỗ tay của bạn. Và tất nhiên, là về Lady Gaga, cô ấy đã có những ý kiến (sự phê phán) về sự nổi tiếng. Mặc dù đây không có vẻ gì là một sự mỉa mai về âm nhạc, và nó ngày càng nặng thêm đến cuối cùng bùng nổ thành một cao trào có phần dễ chịu". Amy Sciaretto của tờ PopCrush đánh giá bài hát 3 trên 5 sao và ca ngợi bài hát có một "phong cách uy quyền" cũng như là một bài hát "vô cùng ấn tượng"; tuy nhiên cô ấy còn nói thêm: "Lần đầu tiên chúng tôi nghe bài hát nó đã ghi lại cho chúng tôi không nhiều cảm xúc, cho dù nghe nó đến lần thứ hai hay thứ ba. Nhưng qua thời gian, sau bốn lần lắng nghe thật sâu và chúng tôi đã thống nhất về ý kiến cho bài hát". Jason Lipshutz từ tạp chí Billboard cũng dành cho "Applause" những đánh giá tích cực. Popjustice đánh giá bài hát với số điểm 9/10, đánh giá của họ chỉ bao gồm bình luận, "Và đây là lý do tại sao Lady Gaga là ngôi sao nhạc pop nổi tiếng nhất trên thế giới".
Sal Cinquemani từ tạp chí Slant đã đư ra một loạt nhận xét, anh ấy đã viết rằng "Applause" là "một ca khúc nhạc dance-pop đơn giản đến đáng ngạc nhiên, cho dù nó không hướng đến sự cổ điển (mặc dù lời bài hát có đề cập đến sự hoài niệm), bài hát thật sự tồn tại trong nó hai trạng thái lấp lửng khó có thể nhận biết được. Về mặt âm nhạc, nó sự trở về của những sản phẩm năm 2008 trong "The Fame" trong khi ca từ của nó lại là phóng đại lên sự kéo dài mãi danh tiếng của Gaga, hoàn chỉnh bởi sự ảnh hưởng của giọng ca người Anh", và bài hát bị rò rỉ trước đó "Aura" là bài hát mà Sal Cinquemani yêu thích hơn là "Applause".,. Tạp chí Spin đã chỉ trích "Applause" là "một bài hát nhạc dance nhạt nhẽo" như "nó chỉ là một thứ nhỏ nhặt nằm phía sau những khoảnh khắc pop, nơi mà những ca khúc nhạc pop hay nhất mùa hè (the biggest song-of-the-summer) trở về với những giai điệu guitar của những năm 70".

## Hoạt động thương mại
Cùng với sự rò rỉ bài hát "Roar" của nữ ca sĩ Katy Perry, "Applause" cũng đã đón nhận nồng nhiệt từ người hâm mộ. Về hoạt động tải nhạc kỹ thuật số, Nielsen SoundScan dự đoán cả hai bài hát sẽ có trên 400.000 bản được tiêu thụ trong tuần đầu tiên. Tuy nhiên đến cuối tuần Nielsen Soundsan và Billboard đã có được một thống kê không như dự đoán khi mà "Applause" chỉ tiêu thụ được từ 200.000 đến 225.000 bản. "Applause" không lọt được vào bảng xếp hạng Billboard Hot 100 trong tuần đầu tiên phát hành của nó. Bài hát cũng được xếp hạng dưới top 75 tại US Radio Songs, với 16 triệu lượt yêu cầu nghe của khán giả ở khắp 210 trạm phát thanh trên toàn nước Mỹ, bắt đầu khi bài hát chính thức được phát sóng trên radio vào ngày 19 tháng 8. Tuy có thứ hạng chưa thực sự xuất sắc trên Billboard Hot 100, nhưng "Applause" lại nắm được vị trí quán quân trên bảng xếp hạng Dance/Electronic Songs và lọt được vào US Pop Songs tại vị trí thứ 20; giúp Gaga trở thành nữ nghệ sĩ solo đầu tiên tại bảng xếp hạng này có vị trí debut cao nhất tính trong năm 2013. Trong tuần tiếp theo, "Applause" xuất hiện lần đầu tiên tại Hot 100 tại vị trí thứ 6; tiếp theo đó bài hát lần lượt được xếp hạng 3 tại Digital Songs, hạng 9 tại Streaming Songs và hạng 40 tại Radio Songs.
Theo thống kê của "Official Charts Company", "Applause" đã tiêu thụ được trên 10.000 bản chỉ trong vài giờ tại Vương Quốc Anh; vươn lên được vị trí thứ 5 tại bảng xếp hạng Official UK trong tuần phát hành đầu tiên, tuy nhiên sang tuần thứ hai bài hát lại tụt hạng xuống vị trí thứ 9.

### Tranh cãi
Gaga đã nhận được nhiều phản ứng tiêu cực từ báo chí và dư luận khi cô kêu gọi những người hâm mộ của cô tăng lượt xem cho video "Applause" để có thể thay đổi vị trí cho bài hát tại Hot 100. Một số nguồn tin cho biết Gaga đang cố gắng để đánh bại doanh thu của Roar. Gaga đã bị chỉ trích vì đã khuyến khích người hâm mộ mua thật nhiều bản sao của đĩa đơn với cơ hội được gặp trực tiếp thần tượng ở Luân Đôn; và đây được xem như là một chiêu trò để dụ dỗ những người hâm mộ trung thành.
Gaga cũng nhận được sự chỉ trích khi cô đã đăng tải đường link đến video "Applause", kêu gọi 39,7 triệu fan trên trang Twitter cá nhân xem video và sau đó chia sẻ lại. Ngoài ra, đã có khá nhiều người hâm mộ liên tiếp lập playlist trên YouTube trong đó tất cả đều là video "Applause" để bật xem trong vòng 9 giờ liên tục. Hành động này của Lady Gaga đã bị ông chủ của bảng xếp hạng Billboard là Bill Werde chỉ trích, ông đã đăng những suy nghĩ của mình trên trang Twitter: "Chúng tôi đếm view theo mỗi người dùng. Hãy vào VEVO, tự xem video và chúng tôi sẽ tính lượt xem đó cho bạn. Một nghệ sĩ mà dùng mạng cá nhân đăng tải link để kêu gọi fan, hành động này không phải tinh thần mà chúng tôi đã vạch ra"; ông ấy còn nói thêm: "Tôi ghét phải nhìn thấy ai cố gắng chơi trò chơi với bảng xếp hạng này, kể cả người hâm mộ hoặc nghệ sĩ. Những gì chúng tôi làm với bảng xếp hạng là kỷ niệm sự thành công của người nghệ sĩ".

## Video âm nhạc

### Nền tảng và ý tưởng thực hiện

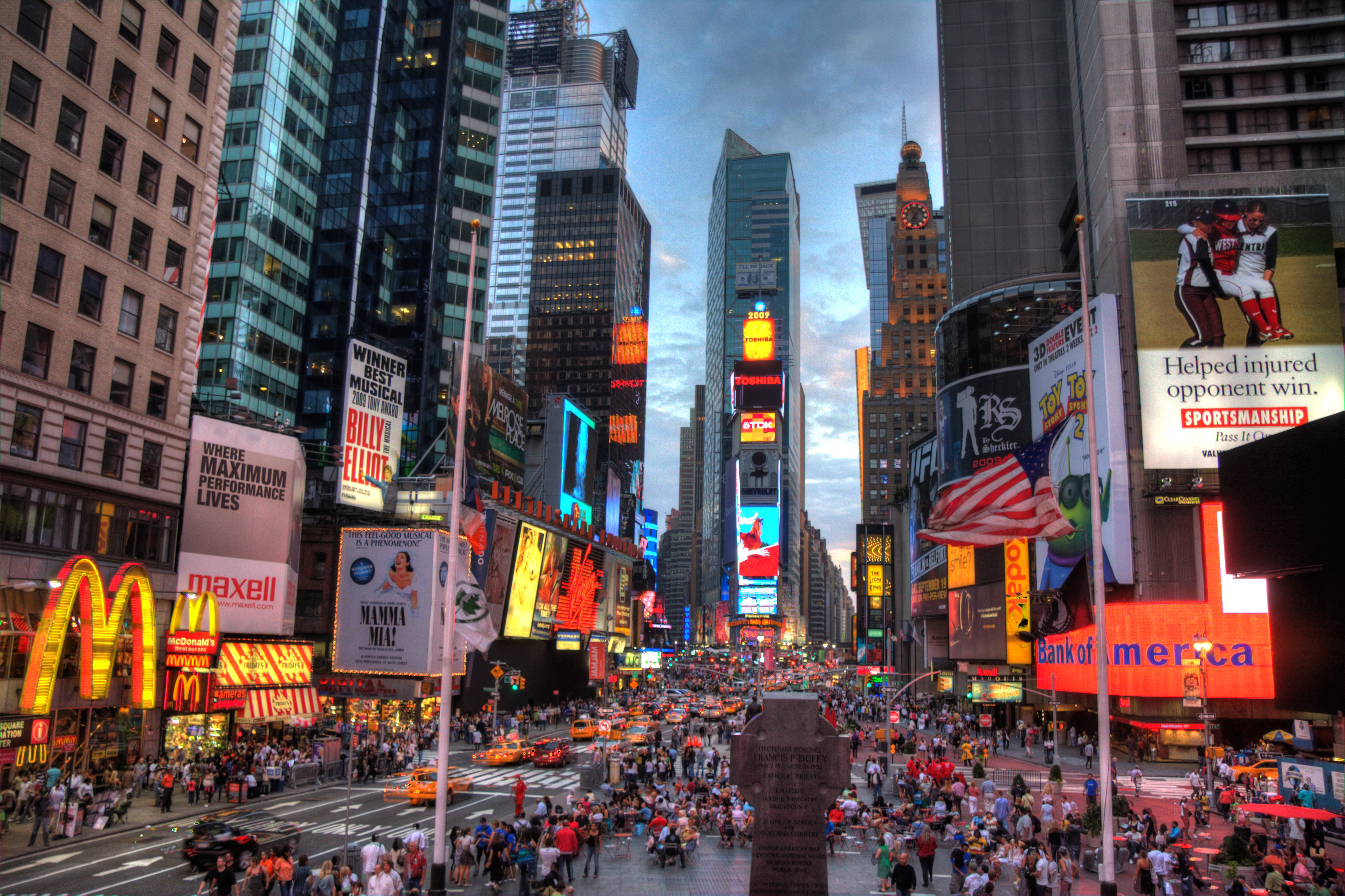
Xuất hiện trên Good Morning America, đoạn video của bài hát được phát sóng trên màn hình lớn tại Quảng trường Thời đại (hình).

Video âm nhạc được đạo diễn bởi Inez & Vinoodh và được phát hành chính thức vào ngày 19 tháng 8 năm 2013. Nó được công chiếu lần đầu tiên tại Good Morning America và được phát sóng trên màn hình lớn tại Quảng trường Thời đại. Trước khi được phát hành, Gaga đã sử dụng Twitter để tiết lộ video được lấy cảm hứng từ niềm đam mê của nghệ sĩ, nó rất đa dạng, đa hình và cô ấy hỏi: "Liệu bạn sẽ làm bất cứ điều gì cho Applause chứ? (Would you do 'anything' for the Applause?); và tôi mô tả nó như là những chuyển động trong một bức tranh, như là ma thuật". DJ White Shadow tiếp tục nói về sự hợp tác của anh với Gaga, anh ấy nói: "Tôi đã xem qua quá trình chỉnh sửa toàn bộ trước đó. Tôi đã đến New York cùng Gaga và cô ấy đã ngồi trong phòng trong 2 ngày liên tiếp để chỉnh sửa màu sắc và các khung hình cho video. Cô ấy chỉnh sửa, di chuyển tất cả mọi thứ mà cô không hài lòng, biến nó thành tất cả những phần mà video hiện tại đang có. Cô ấy luôn chắc chắn rằng mọi thứ nằm đúng chỗ của nó. Và video thực sự hay và thú vị và cô ấy trông thật tuyệt vời trong nó...Đó thật sự là Lady Gaga! Đó chính là video của Gaga! Một video thật tuyệt. Nó thực sự thú vị". Vào ngày công chiếu video, Gaga cho biết nhóm thực hiện video đã đưa ra nhiều ý tưởng và hình ảnh đại diện cho nhiều phần trong tính cách khác nhau của cô và những sự ám ảnh trong sự biến đổi đó
Video bao gồm cả hai khung hình có màu và trắng đen, trong đó bao gồm những cảnh nghệ thuật phức tạp như đầu Gaga được gắn trên mình con thiên nga đen, Gaga đứng trong lồng chim, cô ngồi trong một cái mũ nồi khổng lồ; hay có những cảnh đơn giản hơn như cảnh Gaga đi bộ trong một bộ trang phục màu đen với chiếc khăn trùm đầu, và cảnh cô sử dùng chiếc khăn trùm trắng và cách trang điểm giống như trong bìa đĩa đơn. Trong suốt các cảnh của video có điểm nhấn ở vài cảnh hiển thị toàn bộ màu sắc. Khi Gaga hát đoạn "Suddenly the Koons is me" cô biến thành một con thiên nga đen đầu người. Trong video, Gaga cũng sử dụng bộ đồ lót với hình ảnh bàn tay người và một bộ bikini làm bằng vỏ sò. Đến đoạn cao trào của video, trong ánh sáng màu tím, các khung cảnh tương phản như những viên pha lê; và đến cuối cùng, tên album của cô ấy "ARTPOP" xuất hiện với dòng chữ được viết nghệ thuật bằng tay.

### Tiếp nhận
Video âm nhạc cho Applause nhận được nhiều đánh giá tích cực từ các nhà phê bình. Glenn Gamboa từ Newsday mô tả nó như một loạt các hình ảnh nghệ thuật và vũ đạo của nó tiếp tục với chủ đề kết hợp với trào lưu văn hoá pop. Erin Coulehan của tờ Rolling Stone cho rằng video là "điển hình trong thời trang của Gaga", và gọi video là hình ảnh của những ánh đèn nhấp nháy, của màu sắc sống động, của vũ đạo phức tạp. Kyle Anderson của tờ Entertainment Weekly cũng đã lặp lại tuyên bố của Coulehan vè thời trang của Gaga trong video, và thêm vào rằng: "âm thanh của bài hát thật tốt...cho dù nó không có những nốt cao như trong "Paparazzi" hay "Bad Romance" nhưng tôi chắc chắn nó là một bước tiến so với các video âm nhạc khác trong thời kỳ Born This Way". Một cây bút từ tạp chí Billboard đã mô tả video như một "bộ sưu tập nghệ thuật của hình ảnh và kịch bản", rồi so sánh chiếc áo ngực bàn tay người màu đen với hình ảnh của nữ ca sĩ Janet Jackson trên bìa tạp chí. Một cây bút khác đến từ Rolling Stone cũng đã so sánh chiếc áo ngực đó với hình ảnh của Jackson trên ảnh bìa tạp chí. Các nhà phê bình đã so sánh hình ảnh đen trắng trong "Applause" với video "Vogue" của Madonna, rạp chiếu bóng German Expressionist của những năm thập niên 20 hay bộ phim "The Seventh Seal" của đạo diễn Ingmar Bergman (1957). Và họ còn nêu lên nhiều ví dụ có ảnh hưởng tới hình ảnh của Gaga trong video như nhân vật Joker của diễn viên Heath Ledger, thiên nga đen, Liza Minelli, Hillary Clinton, bài hát "Don't Come Around Here No More" của Tom Petty và bức hoạ "The Birth of Venus" ("Sự ra đời của thần Vệ nữ") của danh hoạ Sandro Botticelli. Tương tự như vậy, một tác giả đến từ tờ "The Independent" đã so sánh kiểu trang điểm của cô với một chú hề và chú thích rằng "với phần năng lượng dồi dào của phần đệm nhạc....và sự lộn xộn của phần hình ảnh có vẻ như để làm nổi bật lên những sự luôn thay đổi của công chúa nhạc pop". Chris Rovzar từ tạp chí Vanity Fair mô tả video như sự chuyển động của các bức ảnh được chụp cho tạp chí Interview. Rovzar kết luận có những thứ được xem là "đặc trưng của Gaga" như một chút ít vũ đạo gợi cảm và nụ cười của cô ấy trong video là một điểm nhấn. Tuy nhiên tờ Spin lại có ý kiến trái ngược, họ viết "Một số ít người trong chúng ta thích đọc, cô ấy thì hát và tất cả chúng ta đều thế. Nhưng dễ dàng hơn để bạn vỗ tay cho những thứ làm bạn cảm nhận và chạm vào cảm xúc của bạn hơn là những thứ sử dụng với mục đích quảng cáo cho hình ảnh cho Gaga như là với một thương hiệu hàng hoá cao cấp". "Consequence of Sound" đã đánh giá trong một bài viết của họ rằng: "Gaga xuất hiện với hình ảnh thiên nga đen đầu người và bộ áo tắm làm bằng vỏ sò. Và nếu những điều này không làm tăng lên doanh số bán hàng cho sản phẩm thì tôi chắc chắn sẽ không còn niềm tin vào nghệ thuật nữa". MTV cũng đã đưa ra những đánh giá tích cực cho sản phẩm, họ còn nói đùa rằng "chắc chắn đây không phải là một bữa ăn sáng theo tiêu chuẩn của bạn. Hay nói cách khác đây là một sự cuốn hút, sự kỳ lạ và chắc chắn một điều rằng nó sẽ không đi chung với cháo yến mạch...Nhưng đây lại là điểm chính xác".

### Lyric video
Phiên bản audio chính thức của bài hát được đăng tải trên kênh Vevo chình thức của cô chỉ ít giờ sau khi bản chính bị rò rỉ, và nó nhận được trên 2 triệu lượt nghe chỉ trong vòng 12 giờ. Sau đó Gaga đã cho phát hành lyric video (video âm nhạc cho lời bài hát), là lyric video đầu tiên của cô, cho đĩa đơn vào ngày 14 tháng 8 năm 2013. Lyric video của bài hát được quay tại hộp đêm Micky ở Los Angeles ghi lại những hình ảnh của Gaga tại buổi tiệc thời trang tại đó. Shangela, một trong những người có mặt tại buổi tiệc đó đã viết trên Instagram về Lady Gaga: "Siêu ngọt ngào và thể hiện tình yêu với tất cả mọi người. Đúng là một ngôi sao thực thụ! (A True Star!)".

## Biểu diễn trực tiếp
Bài hát đã được Gaga biểu diễn trực tiếp lần đầu tiên tại lễ trao giải MTV Video Music Awards 2013.

## Danh sách đĩa nhạc
- Tải nhạc kỹ thuật số[62]

1. "Applause" – 3:32

- Đĩa CD[63]

1. "Applause" – 3:32
2. "Applause" (Instrumental) – 3:32

## Bảng xếp hạng và doanh số chứng nhận
| Bảng xếp hạng (2013)                      | Vị trí cao nhất |
| ----------------------------------------- | --------------- |
| Úc (ARIA)                                 | 11              |
| Áo (Ö3 Austria Top 40)                    | 6               |
| Bỉ (Ultratop 50 Flanders)                 | 10              |
| Bỉ (Ultratop 50 Wallonia)                 | 5               |
| Bulgary (IFPI)                            | 3               |
| Brazil (Billboard Brasil Hot 100)         | 53              |
| Brazil Hot Pop Songs                      | 16              |
| Canada (Canadian Hot 100)                 | 4               |
| Cộng hòa Séc (Rádio Top 100)              | 12              |
| Đan Mạch (Tracklisten)                    | 6               |
| Ecuador (Ecuador Top 40)                  | 8               |
| Phần Lan (Suomen virallinen lista)        | 10              |
| Pháp (SNEP)                               | 3               |
| Đức (GfK)                                 | 5               |
| Greece Digital Songs (Billboard)          | 1               |
| Hungary (Rádiós Top 40)                   | 2               |
| Hungary (Single Top 40)                   | 1               |
| Ireland (IRMA)                            | 9               |
| Israel (Media Forest)                     | 7               |
| Ý (FIMI)                                  | 2               |
| Nhật Bản (Japan Hot 100)                  | 6               |
| Luxembourg Digital Songs (Billboard)      | 3               |
| Lebanon (Lebanese Top 20)                 | 1               |
| Mexican Anglo Chart (Monitor Latino)      | 5               |
| Hà Lan (Dutch Top 40)                     | 13              |
| Hà Lan (Single Top 100)                   | 15              |
| New Zealand (Recorded Music NZ)           | 7               |
| Na Uy (VG-lista)                          | 8               |
| Ba Lan (Polish Airplay Top 5)             | 7               |
| Portugal Digital Songs (Billboard)        | 8               |
| Scotland (OCC)                            | 5               |
| Slovakia (Rádio Top 100)                  | 18              |
| Hàn Quốc (GAON)                           | 1               |
| Tây Ban Nha (PROMUSICAE)                  | 1               |
| Thụy Điển (Sverigetopplistan)             | 17              |
| Thụy Điển (DigiListan)                    | 2               |
| Thụy Sĩ (Schweizer Hitparade)             | 7               |
| Anh Quốc (OCC)                            | 5               |
| Hoa Kỳ Billboard Hot 100                  | 4               |
| Hoa Kỳ Adult Pop Airplay (Billboard)      | 8               |
| Hoa Kỳ Adult Contemporary (Billboard)     | 24              |
| Hoa Kỳ Dance/Electronic Songs (Billboard) | 1               |
| Hoa Kỳ Dance Club Songs (Billboard)       | 1               |
| Hoa Kỳ Pop Airplay (Billboard)            | 4               |
| Venezuela Pop Rock (Record Report)        | 3               |

| Quốc gia                                                                           | Chứng nhận  | Số đơn vị/doanh số chứng nhận |
| ---------------------------------------------------------------------------------- | ----------- | ----------------------------- |
| Úc (ARIA)                                                                          | Bạch kim    | 70.000^                       |
| Canada (Music Canada)                                                              | 2× Bạch kim | 160.000*                      |
| Đan Mạch (IFPI Đan Mạch)                                                           | Bạch kim    | 30,000^                       |
| Ý (FIMI)                                                                           | Bạch kim    | 30.000*                       |
| México (AMPROFON)                                                                  | Vàng        | 30,000*                       |
| New Zealand (RMNZ)                                                                 | Vàng        | 7.500*                        |
| Hàn Quốc (Gaon Chart)                                                              | —           | 106,385                       |
| Thụy Điển (GLF)                                                                    | Vàng        | 10.000‡                       |
| Anh Quốc (BPI)                                                                     | Bạc         | 234,979                       |
| Hoa Kỳ (RIAA)                                                                      | 3× Bạch kim | 2,680,000                     |
| * Chứng nhận dựa theo doanh số tiêu thụ. ^ Chứng nhận dựa theo doanh số nhập hàng. |             |                               |

| Bảng xếp hạng (2013)                  | Vị trí |
| ------------------------------------- | ------ |
| Australia (ARIA)                      | 93     |
| Australia Dance (ARIA)                | 16     |
| Austria (Ö3 Austria Top 40)           | 75     |
| Canada (Canadian Hot 100)             | 50     |
| Hungary (Rádiós Top 40)               | 28     |
| Italy (FIMI)                          | 54     |
| Japan (Japan Hot 100)                 | 19     |
| Netherlands (Mega Single Top 100)     | 80     |
| Spain (Promusicae)                    | 46     |
| Switzerland (Sweitzer Hitparade)      | 68     |
| US Billboard Hot 100                  | 37     |
| US Adult Top 40 (Billboard)           | 45     |
| US Dance/Electronic Songs (Billboard) | 8      |
| US Hot Dance Club Songs (Billboard)   | 11     |
| US Mainstream Top 40 (Billboard)      | 37     |

## Lịch sử phát hành
| Quốc gia       | Ngày phát hành        | Kiểu phát hành       | Hãng đĩa              |
| -------------- | --------------------- | -------------------- | --------------------- |
| Canada         | tháng 8 ngày 12, 2013 | Tải nhạc kỹ thuật số | Streamline Interscope |
| Hoa Kỳ         | tháng 8 ngày 12, 2013 | Tải nhạc kỹ thuật số | Streamline Interscope |
| Áo             | tháng 8 ngày 13, 2013 | Tải nhạc kỹ thuật số | Universal             |
| Bỉ             | tháng 8 ngày 13, 2013 | Tải nhạc kỹ thuật số | Universal             |
| Phần Lan       | tháng 8 ngày 13, 2013 | Tải nhạc kỹ thuật số | Universal             |
| Pháp           | tháng 8 ngày 13, 2013 | Tải nhạc kỹ thuật số | Universal             |
| đức            | tháng 8 ngày 13, 2013 | Tải nhạc kỹ thuật số | Universal             |
| Ireland        | tháng 8 ngày 13, 2013 | Tải nhạc kỹ thuật số | Universal             |
| Italy          | tháng 8 ngày 13, 2013 | Tải nhạc kỹ thuật số | Universal             |
| Luxembourg     | tháng 8 ngày 13, 2013 | Tải nhạc kỹ thuật số | Universal             |
| Hà Lan         | tháng 8 ngày 13, 2013 | Tải nhạc kỹ thuật số | Universal             |
| New Zealand    | tháng 8 ngày 13, 2013 | Tải nhạc kỹ thuật số | Universal             |
| Na Uy          | tháng 8 ngày 13, 2013 | Tải nhạc kỹ thuật số | Universal             |
| Bồ Đào Nha     | tháng 8 ngày 13, 2013 | Tải nhạc kỹ thuật số | Universal             |
| Singapore      | tháng 8 ngày 13, 2013 | Tải nhạc kỹ thuật số | Universal             |
| Tây Ban Nha    | tháng 8 ngày 13, 2013 | Tải nhạc kỹ thuật số | Universal             |
| Thụy Điển      | tháng 8 ngày 13, 2013 | Tải nhạc kỹ thuật số | Universal             |
| Thụy Sĩ        | tháng 8 ngày 13, 2013 | Tải nhạc kỹ thuật số | Universal             |
| Vương Quốc Anh | tháng 8 ngày 13, 2013 | Tải nhạc kỹ thuật số | Universal             |
| Hoa Kỳ         | tháng 8 ngày 20, 2013 | Đài phát thanh       | Interscope            |
| Nhật Bản       | tháng 9 ngày 11, 2013 | Đĩa CD               | Universal             |
| Đức            | tháng 9 ngày 13, 2013 | Đĩa CD               | Universal             |
| Vương Quốc Anh | tháng 9 ngày 16, 2013 | Đĩa CD               | Universal             |